# Les Femmes mariées
 Pour plus de détails, voir Fiche technique et Distribution
Les Femmes mariées (connu également sous le titre Dames de compagnie) est un film pornographique français, réalisé par Burd Tranbaree (pseudonyme de Claude Bernard-Aubert) en 1980 et sorti en 1982.

## Synopsis
Marcel se promène dans un parc et a la surprise de rencontrer sur un banc public un homme entouré de quatre jeunes femmes qui lui prodiguent des faveurs sexuelles. Marcel s'assoit sur une chaise et profite du spectacle. L'homme (Philippe) lui explique qu'il fait partie d'un club libertin pratiquant l'échange de femmes. Marcel est intéressé et après que Philippe a raccompagné ses partenaires à leur domicile, il décide de lui présenter sa femme, Germaine. S'en suivront quelques relations à trois ou quatre personnes, qui réunissent à la fin l'ensemble des protagonistes venus pour un déjeuner sur l'herbe.

## Fiche technique
- Titre : Les Femmes mariées
- Titre alternatif : Dames de compagnie
- Réalisation : Burd Tranbaree (Claude Bernard-Aubert)
- Producteur : Francis Mischkind
- Distribution et Production : Alpha France Distribution
- Musique : Alain Goraguer (Paul Vernon)
- Photographie : Bruno Scapa
- Durée : 69 minutes
- Année de production : 1980
- Date de sortie en salle
  -  France : 28 avril 1982[1]
- Pays :  France
- Genre : pornographique

## Distribution
- Helen Shirley (Nicole Segaud) : Brigitte, l'une des filles sur le banc
- Elisabeth Buré : Françoise, l'une des filles sur le banc
- Anna Veruschka : Béatrice
- Christine Maffei (Nadine Roussial) : Dominique, l'une des filles sur le banc
- Laura Clair : Sylvie, l'une des filles sur le banc
- Lucie Doll : Germaine la femme de Marcel
- Richard Allan : Philippe, l'homme sur le banc
- Jacques Gato (Jacques Gatteau) : Marcel, le promeneur solitaire
- Alban Ceray : Léon
- Gabriel Pontello
- Hoss Malbrouck (Omar Faudel)
- Hubert Géral : Albert
- Guy Royer : Robert (non crédité)

## Autour du film
Le film est ressorti en 2010 chez Alpha France Distribution sur un DVD comportant également Les Maîtresses et Les Esclaves sexuelles.